# Große Pariser Moschee

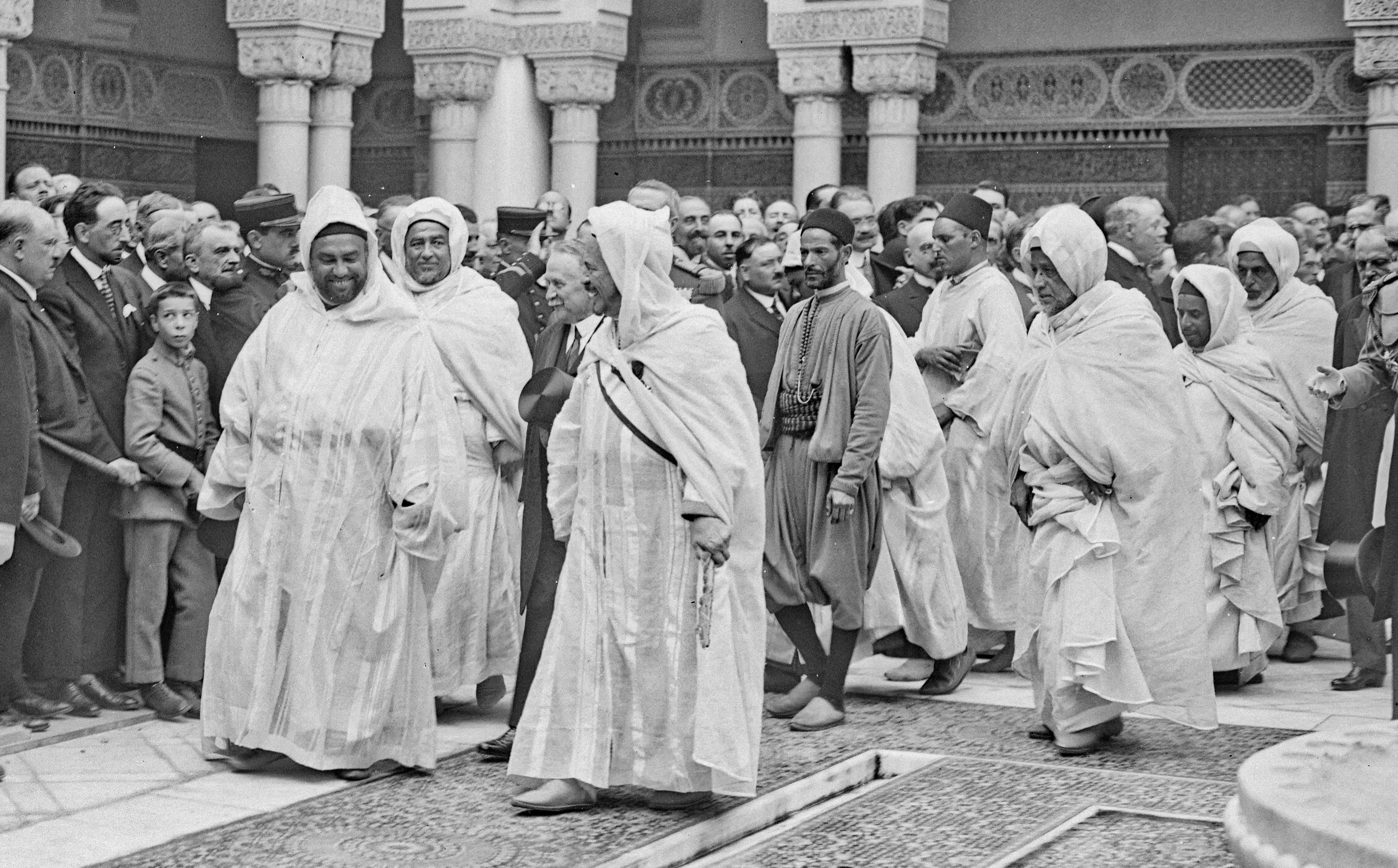
Einweihung der Moschee am 16. Juli 1926. Im Vordergrund: Mulai Yusuf, Sultan von Marokko, und Si Kaddour Benghabrit

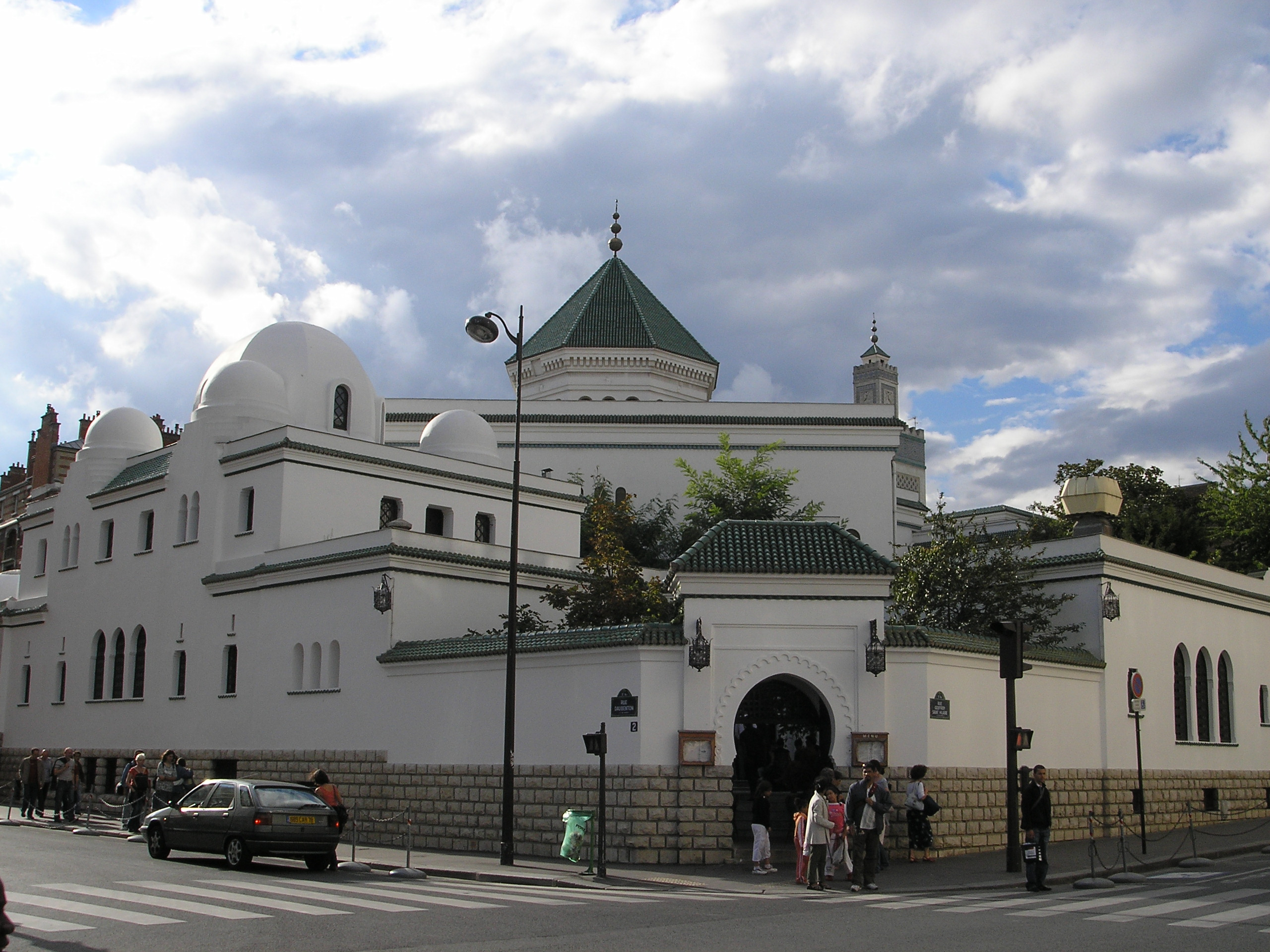
Pariser Moschee 2006

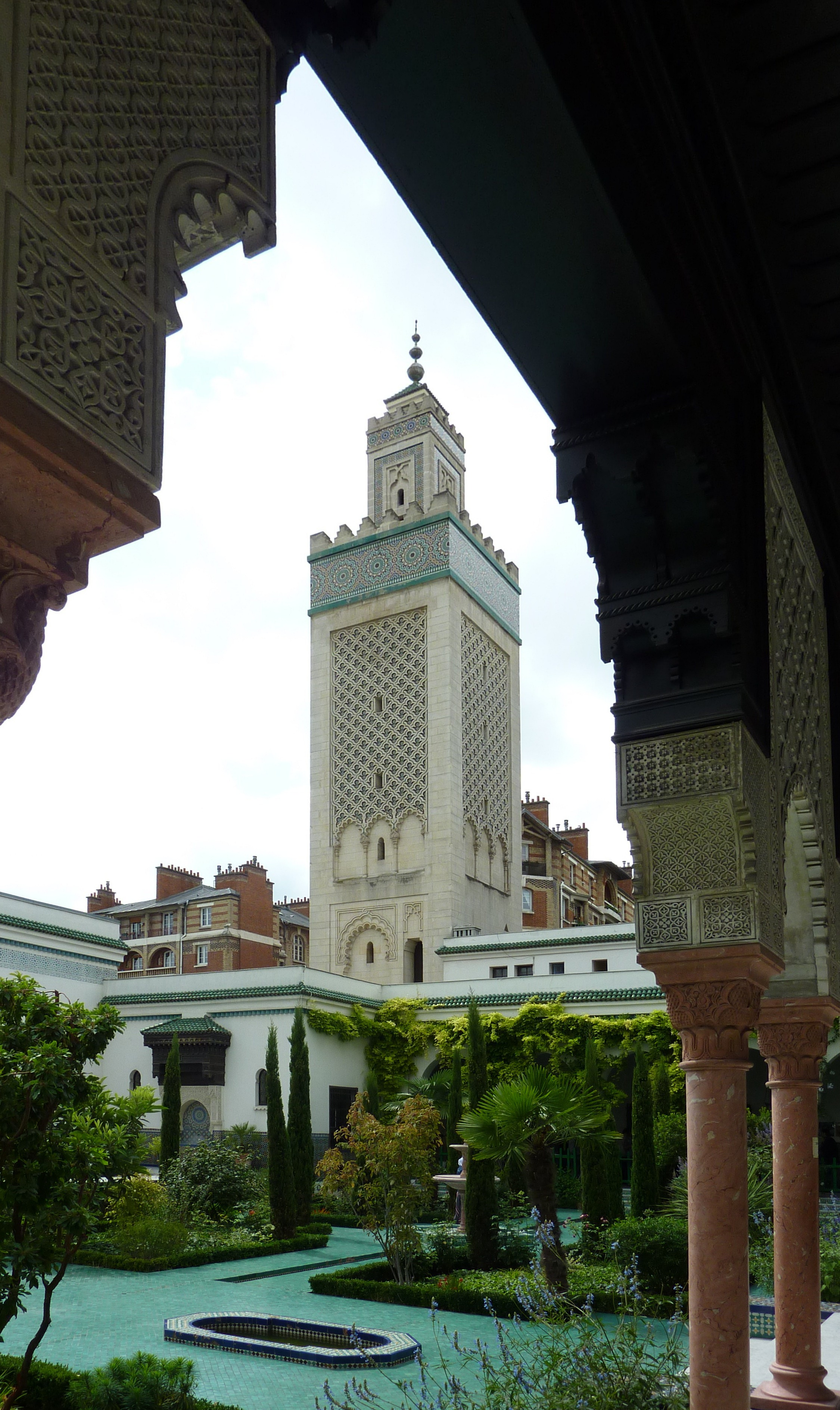
Minarett und Innenhof der Pariser Moschee

Die Große Pariser Moschee (französisch Grande Mosquée de Paris), im Quartier Latin (5. Arrondissement) von Paris, wurde nach dem Ersten Weltkrieg erbaut als Zeichen des Dankes Frankreichs an die Muslime, die in den kolonialen Hilfstruppen (Tirailleurs) gegen das Deutsche Reich gekämpft hatten (insgesamt starben 70.000 Muslime im Dienste der französischen Armeen, davon alleine 28.000 in der Schlacht um Verdun).
Die Moschee wurde am 15. Juli 1926 vom französischen Präsidenten Gaston Doumergue eröffnet. Sie ist als Monument historique eingestuft (ISMH).

## Baugeschichte
Die Moschee wurde im Mudéjar-Stil mit einem 33 Meter hohen Minarett erbaut.
Finanziert vom französischen Staat – entgegen dem Verbot der Finanzierung von kirchlichen Bauten im Gesetz zur Trennung von Staat und Kirchen von 1905 – und gebaut von der arabischen Welt, wurde die Moschee auf dem Grundstück des alten Hôpital Salpêtrière im Jardin des Plantes errichtet.
Der Grundstein wurde am 19. Oktober 1922 in Anwesenheit von Marschall Lyautey und zahlreichen Würdenträgern aus der gesamten islamischen Welt gelegt. Die Einweihung erfolgte am 16. Juli 1926 in Anwesenheit von Staatspräsident Doumergue. Die Architektur der Moschee ist von der „Qarawiyyin-Moschee“ in Fès inspiriert, einer der wichtigsten Moscheen Marokkos, das Minarett greift die Formen der Hauptmoschee von Kairouan in Tunesien auf. 1957 erlangte die Moschee das Recht, Muslime im Cimetière parisien de Thiais zu beerdigen.

## Im Zweiten Weltkrieg
Während der deutschen Okkupation unterstützte der Rektor der Moschee, Si Kaddour Benghabrit, die Résistance. Insbesondere verschaffte er gefährdeten Juden Papiere, die sie als Muslime auswiesen, und rettete dadurch mehreren Hundert das Leben. Ismaël Ferroukhi hat diese Episode 2011 in Les hommes libres (Die freien Menschen) verfilmt.

## Aktuelles
Ahmad al-Alawi, ein marokkanischer Sufi, Begründer einer wichtigen modernen Sufi-Tariqa, der Darqawiyya Alawiyya, eines Zweigs der Schadhiliyya, leitete das erste Gemeinschaftsgebet während der Eröffnung der neu erbauten Moschee in Gegenwart des französischen Präsidenten. Die Moscheegemeinde wird nun vom Mufti Dalil Boubakeur geleitet, der ebenfalls bis 2008 der Präsident des 2002 gegründeten Conseil français du culte musulman war.

## Kontext
Der Bau der Moschee resultierte aus der Kolonialgeschichte Frankreichs. Ihre machtpolitische Symbolkraft verlor sie auch nicht nach Ende der Kolonialzeit und wurde seitens der französischen Regierung lange als islampolitisches Zentrum Frankreichs angepriesen, ohne dass die Mehrheit der muslimischen Bevölkerung Frankreichs sich von ihr repräsentiert sah. Seit den 1980er Jahren nimmt außerdem die algerische Regierung vermehrt Einfluss auf das angekoppelte Ausbildungsinstitut Al-Ghazali, welche sich insbesondere auf die islamische Organisation in Frankreich konzentriert. Damit ist die Moschee ein symbolträchtiger Ort für die Verbundenheit französischer und algerischer, muslimischer und nicht-muslimischer Geschichte und Gegenwart.

## Einrichtung
Die Moschee enthält:
- einen Gebetssaal (Musallā)
- eine Schule (Madrasa)
- eine Bibliothek
- einen Konferenzsaal
- ein Restaurant, einen Tee-Salon, Hammam und kleine Geschäfte

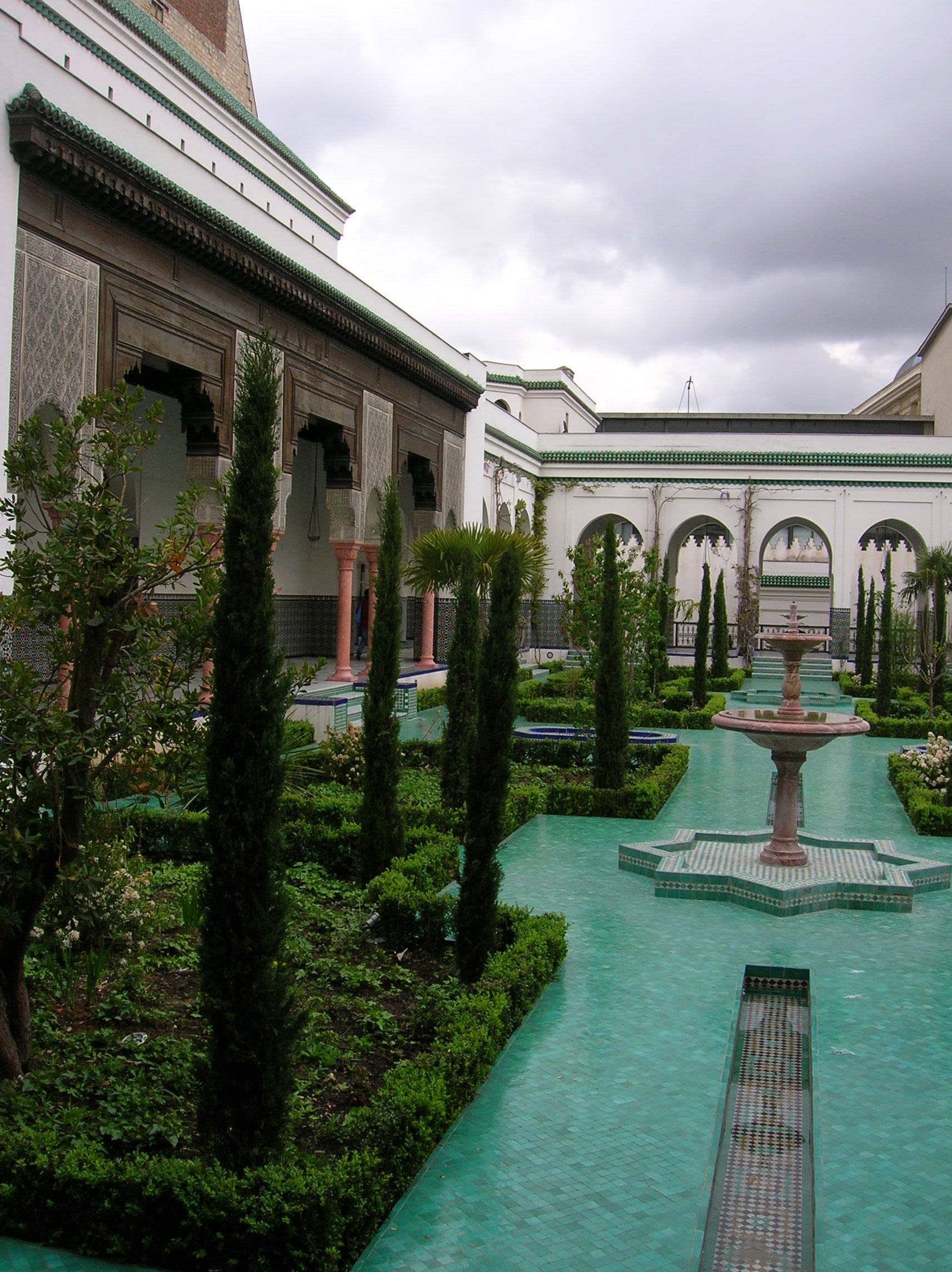
Innenhof
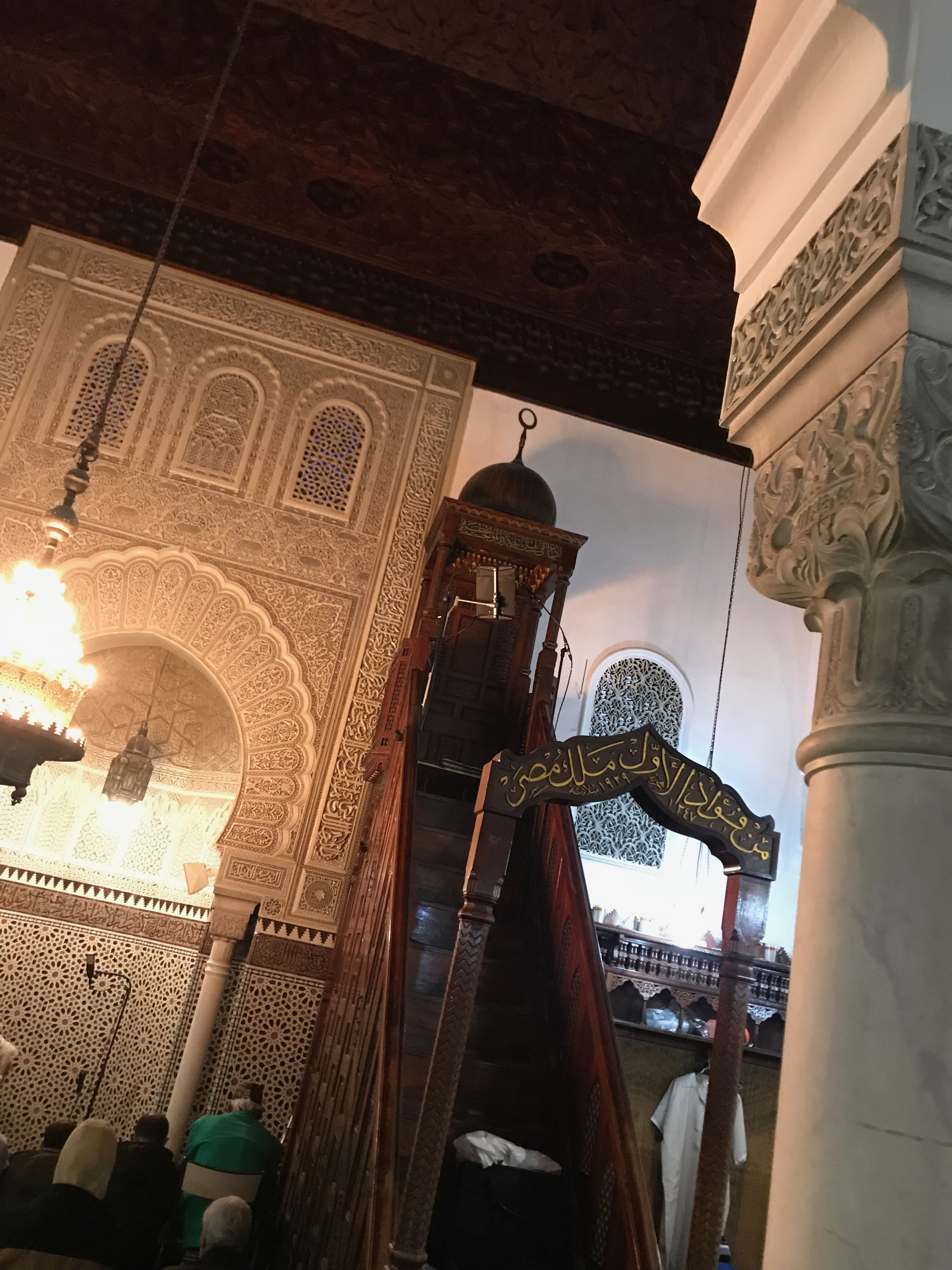
Minbar, Geschenk von Fuad I., König von Ägypten
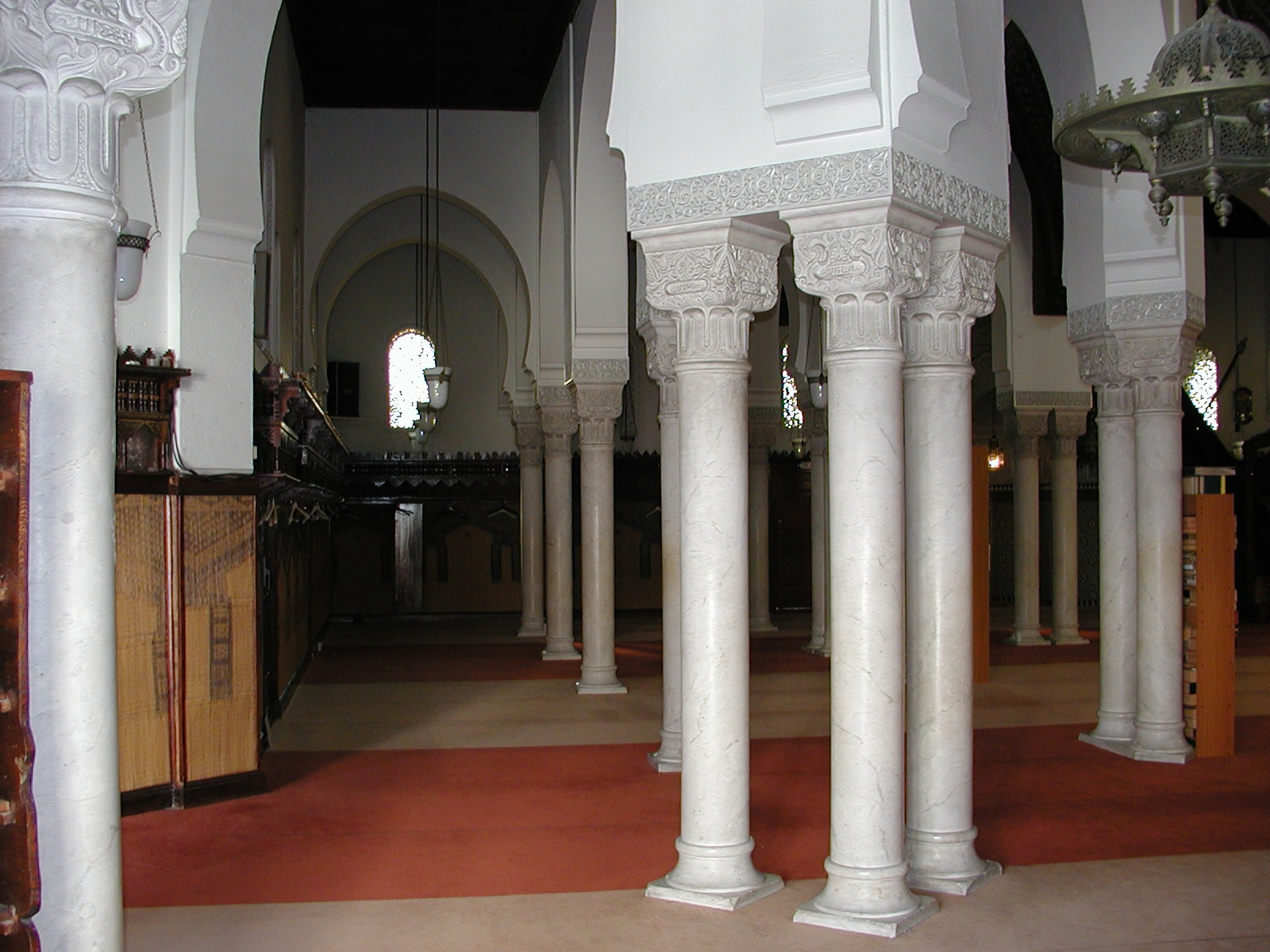
Gebetssaal
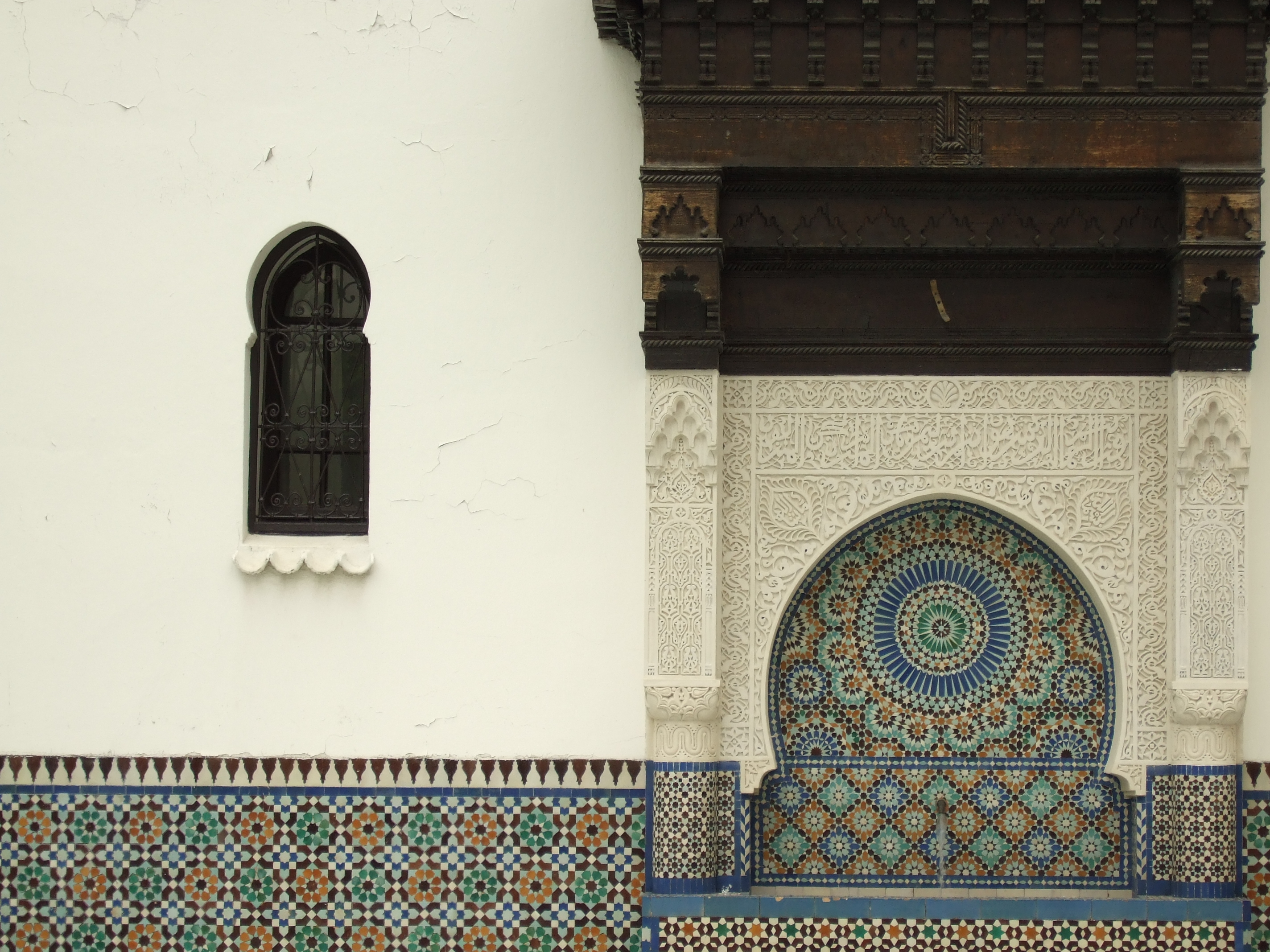
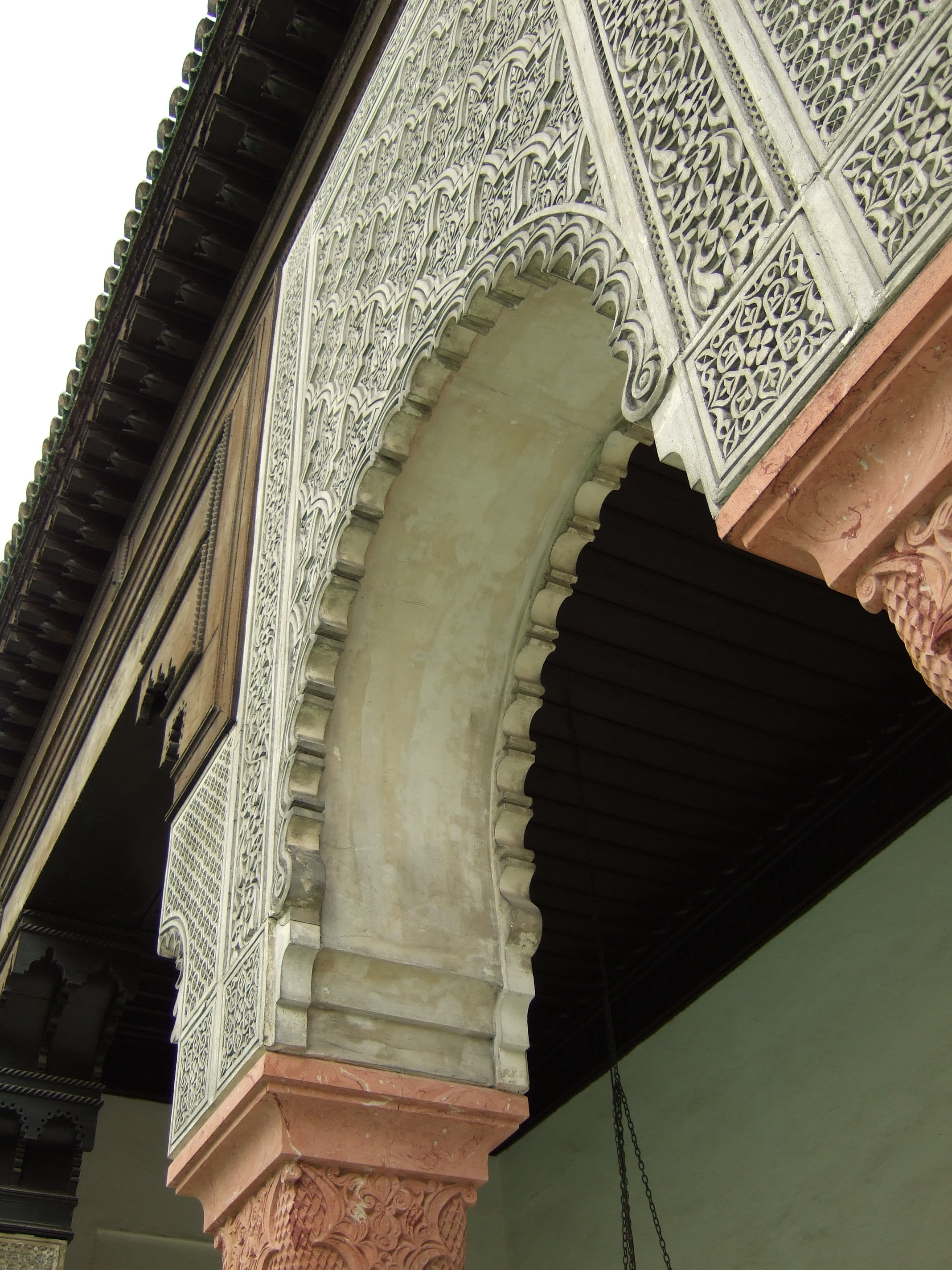
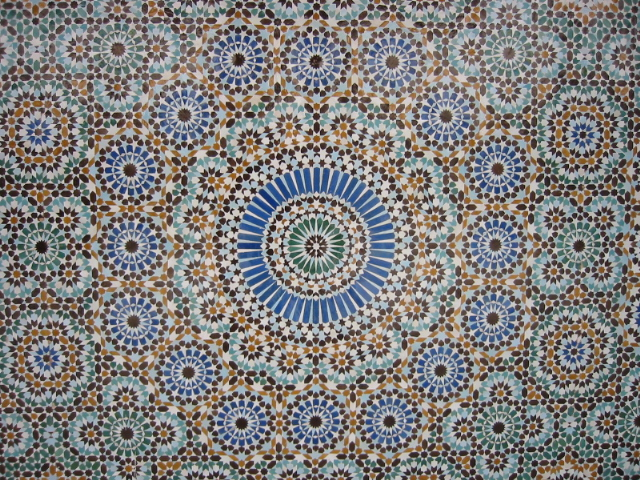
Mosaik
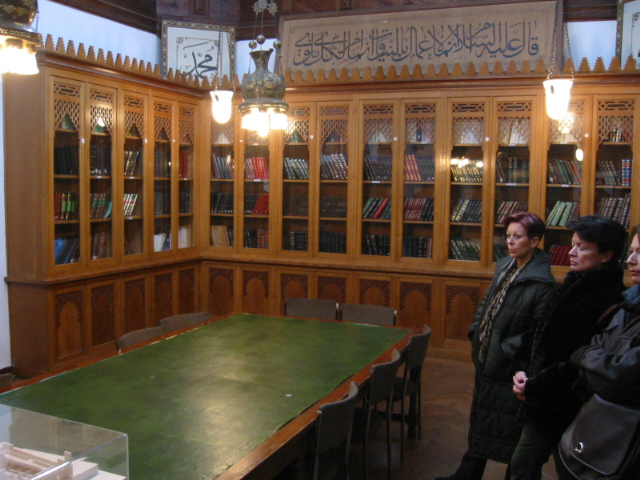
Bibliothek